# Riolama
Riolama — рід ящірок родини гімнофтальмових (Gymnophthalmidae). Представники цього роду мешкають у Венесуелі і Бразилії.

## Види
Рід Riolama нараховує 6 видів:
- Riolama grandis Recoder, Prates, Marques-Souza, Camacho, Sales-Nunes, Vechio, Ghellere, McDiarmid, & Rodrigues, 2020
- Riolama inopinata Kok, 2015
- Riolama leucosticta (Boulenger, 1900)
- Riolama luridiventris Esqueda, La Marca & Praderio, 2004
- Riolama stellata Recoder, Prates, Marques-Souza, Camacho, Sales-Nunes, Vechio, Ghellere, McDiarmid, & Rodrigues, 2020
- Riolama uzzelli Molina & Señaris, 2003